# Chorotegas
Los chorotegas son un grupo étnico de otomangues principalmente en Nicaragua, donde viven 221,000 chorotegas en el 2022 y es el grupo Indígena más grande del país. Los chorotegas también viven en el noroeste de Costa Rica, el suroeste de Honduras, y anteriormente en partes del este de El Salvador. Cuenta con más de 221,000 miembros. Entre los años 500 y 700 d. C., los chorotegas migraron desde el centro y sur de México a partes de Honduras y Costa Rica, pero principalmente a Nicaragua debido a la tierra fértil que rodeaba los grandes lagos de Nicaragua y Xolotlán, desplazando a los chibchas que ya habitaban esas tierras.

## Historia
Los chorotegas proceden del centro de México y se estima que llegaron a Centroamérica entre el siglo VI y VII. Están considerados como el grupo étnico de cultura mesoamericana situado más al sur. Fundaron poblaciones en el sur de Honduras, por lo que el actual departamento de Choluteca debe a ellos en su nombre. En tiempos prehispánicos también habitaban en el oriente de El Salvador, siendo el pueblo originario con menor cantidad población en el país, habitaban en el departamento de la Unión en las cercanías del Golfo de Fonseca.
En Nicaragua, los chorotegas  se asentaron en la vertiente del Pacífico de Nicaragua, de donde desplazaron a pueblos pertenecientes a culturas del Área Intermedia. A su vez, más tarde hubieron de enfrentar la llegada de los nahuas o nahoas  quienes se asentaron también en Nicaragua, especialmente en la región del istmo de Rivas a orillas del Lago Cocibolca o Gran Lago de Nicaragua.
En Costa Rica, los pueblos chorotegas  ocuparon toda la península de Nicoya, la región de Chomes en la margen oriental del golfo de Nicoya, los dominios del jefe Gurutina y las costas de la ensenada de Tivives, región que fue conocida con el nombre de Chorotega o Chorotega Vieja y que fue el confín del avance de las culturas mesoamericanas en la vertiente del Pacífico,chorotegas Historia. 

## Origen
Algunas fuentes usan el término "Choluteca" como una forma alternativa de "Chorotega", lo cual ha conducido a ciertas especulaciones (Kaufman, 2001). Estas proponen que los chorotegas eran los habitantes originales de la ciudad de Cholula, cuando fueron desplazados por los pueblos nahuas. Kaufman ha propuesto para Chorotega una etimología basada en el idioma náhuatl clásico: chorotega < cholulteca, que significa precisamente ‘habitantes de Cholula’. Esto sigue siendo una hipótesis de Terréense Kaufman, ya que no existe ninguna evidencia arqueológica ni lingüística que logre comprobarlo.

## Cultura

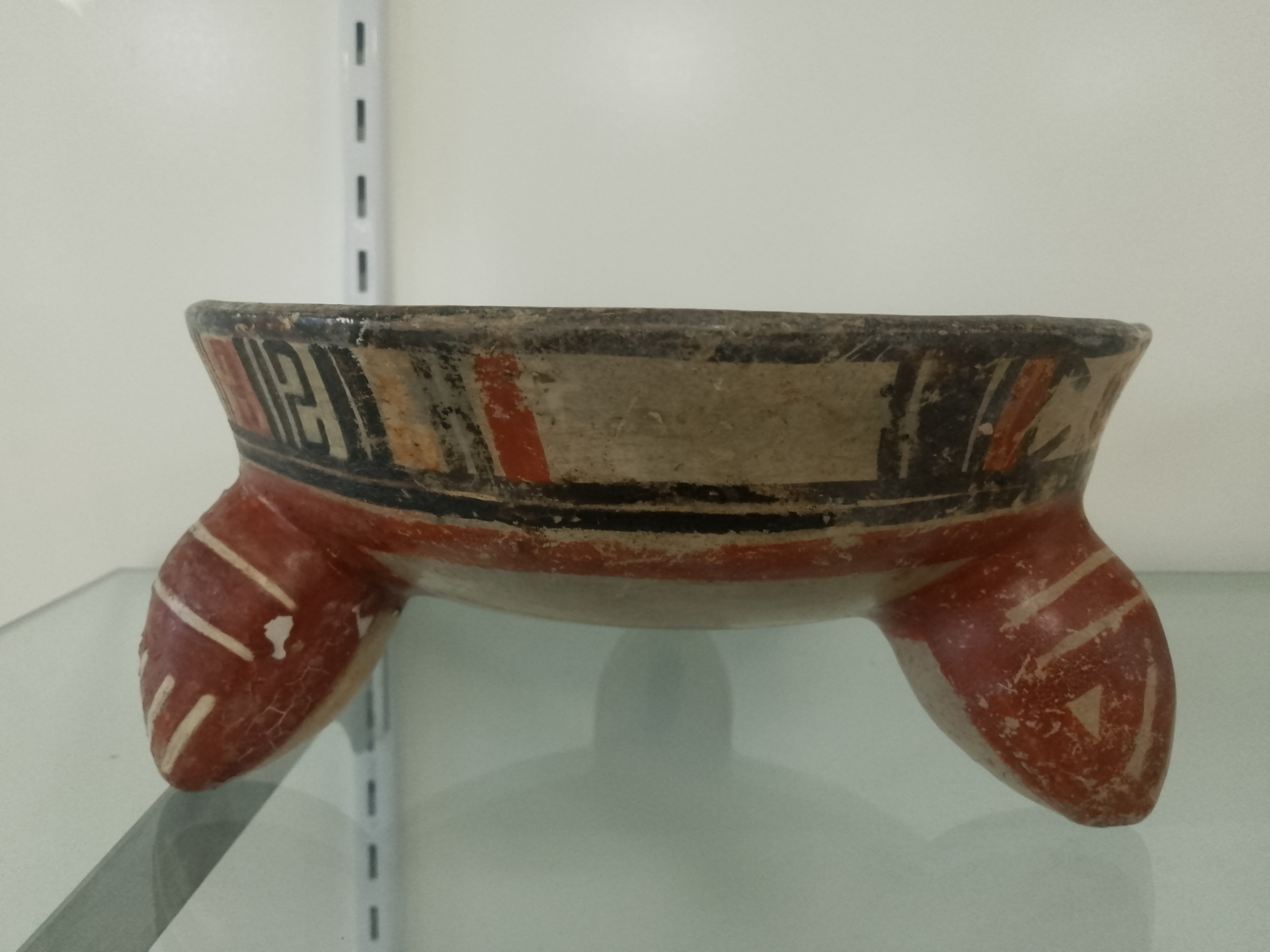
Vasija trípode encontrada en Honduras, posiblemente datada del año 1000-1200 d. C.

A pesar de que aún persisten algunos rasgos indígenas en la cultura de los chorotegas, como la construcción de viviendas con madera rolliza y techos de palma, se conserva poco de la rica herencia cultural que caracterizó a este pueblo. Gran parte del conocimiento sobre la civilización chorotega proviene de excavaciones arqueológicas y de las crónicas elaboradas durante el periodo colonial, que permiten reconstruir parcialmente su historia, organización social y expresiones culturales.

### Idioma
El idioma chorotega  forma parte de la rama mangue de los idiomas otomangueanos, lo cual es una evidencia del origen norteño (México) de este grupo humano. Los idiomas de la familia otomangueana se hablan principalmente en México, pero la presencia del chorotega, el sutiaba y el chiapaneco tan al sur se debe probablemente a las migraciones provocadas subsiguientemente al establecimiento de los pueblos nahuas en el centro de México (Kaufman, 2001, pág. 3.)
Algunas palabras en su idioma son las siguientes:
| Chorotega  | Español |
| ---------- | ------- |
| nyua       | hombre  |
| ngumu      | madre   |
| niyujui    | esposa  |
| diri, tiri | montaña |
| nequepio   | tierra  |
| nekajui    | jardín  |
| nambi      | perro   |
| nangue     | jaguar  |
| zu punah   | parió   |
| yazrah     | hoy     |
| grote      | fuego   |
| namboru    | pinol   |
| huevo      | huevo   |
|            |         |

### Religión
Algunos de los más importantes de sus dioses eran Tipotani,
Nenbithía y
Nenguitamali.

## Arquitectura
Los chorotegas precolombinos habitaban principalmente en chozas, algunas de ellas pueden ser apreciadas en sus comunidades actuales.